# Cheeseburger
En cheeseburger er en hamburger tilføjet ost. Typisk er osten placeret ovenpå bøffen, men burgeren kan variere i struktur, ingredienser og sammensætning. Selve ordet er en blanding af de engelske ord cheese og hamburger.
Osten bliver ofte skåret i skiver og placeret ovenpå bøffen kort før den er færdigstegt, dette giver osten tid til at smelte en smule. Cheeseburgers bliver ofte serveret med salat, tomat, løg, syltede agurker, sennep, mayonnaise eller ketchup. På fastfood-restauranter serveres cheeseburgeren ofte med smelteost, men der er variationer såsom cheddar, schweizerost, mozzarella eller blåskimmelost.
Større fastfood-kæder navngiver typisk denne type produkt ud fra deres branding, f.eks. hedder det en Whopper Cheese hos kæden Burger King.

## Historie
At putte ost på hamburgere blev populært fra 1920'erne til 1930'erne, og der er mange forskellige teorier om hvem der fandt på konceptet. Det rygtedes, at amerikaneren Lionel Sternberger opfandt cheeseburgeren i midten af 1920'erne, da han var 16 og arbejdede på sin fars sandwichrestaurant i byen Pasadena, Californien. Han skulle efter sigende have eksperimenteret med at putte en skive ost på en bøf, som senere skulle på en hamburger, og på den måde have skabt verdenens første cheeseburger. 
I 1955 blev den første cheeseburger serveret i Danmark. Den blev serveret på Wittrup Motel i Albertslund. Det var den kvindelige amerikanske ejer Sallie Zimmerhackel, der introducerede det amerikanske menukort.

## References
1. ↑  Lionel Clark Sternberg obituary Arkiveret 23. august 2013 hos  Wayback Machine Times. 07-02-1964. "…at the hungry age of 16, [Sternberger] experimentally dropped a slice of American cheese on a sizzling hamburger while helping out at his father's sandwich shop in Pasadena, thereby inventing the cheeseburger…" Hentet ( 13/08/2013).
2. ↑  Perry, Charles (2004-06-09). "It's an L.A. Thing; Our burgers are the best with good reason: We made them here first". L.A. Times. s. F1.
3. ↑  "Yes, it was invented in Pasadena! Probably. Tracing the cheeseburger from inception to Bob's Big Boy". Pasadena Sun. 2012-01-13. Arkiveret fra originalen 29. januar 2012. Hentet 13. august 2013.
4. ↑  "The Tale of the Cheeseburger". San Gabriel Valley Tribune. 1999-06-23. Arkiveret fra originalen den 2003. Hentet 13. august 2013.{{cite news}}:  CS1-vedligeholdelse: BOT: original-url status ukendt (link)
5. ↑  Den dramatiske historie om Wittrup Motel - Albertslund Posten 04. juli 2017 http://albertslund.lokalavisen.dk/den-dramatiske-historie-om-wittrup-motel-/20170704/artikler/170709963/1003 Arkiveret 14. april 2018 hos  Wayback Machine
6. ↑  Wittrup Motel fylder 60 år https://sn.dk/Vestegnen/Wittrup-Motel-fylder-60-aar/artikel/506501
7. ↑  Et lille stykke af USA ligger i Albertslund - Politiken 5. juli 2016https://politiken.dk/rejser/hoteller/art5628506/Et-lille-stykke-af-USA-ligger-i-Albertslund